# Pablo Remón
Pablo Remón (Madrid, 1977) es un guionista, dramaturgo y director de cine y teatro español.

## Biografía
Pablo Remón Magaña nació en Madrid en 1977. Estudió en la Escuela de Cinematografía y del Audiovisual de la Comunidad de Madrid (ECAM) y en 2009 amplió estudios en Nueva York. Como guionista, ha coescrito los largometrajes Mundo Fantástico (2003), Casual Day (2008), Cinco Metros Cuadrados (2011), Perdido (2015) y No sé decir adiós (2016). También ha dirigido los cortometrajes Circus y Todo un futuro juntos. Desde 2011 coordina la Diplomatura de Guion en la ECAM.

## Obra

### Compañía La Abducción
En 2013 fundó la compañía teatral La Abducción, con la que escribe y dirige La abducción de Luis Guzmán, estrenada en el festival Frinje de Madrid. Su segunda obra, Muladar, ganó el premio Lope de Vega de Teatro en 2014. La compañía estrena su tercera obra, 40 años de paz, coproducida por el Festival de Otoño a Primavera de la Comunidad de Madrid.  En 2018 ha presentado Los Mariachis y El tratamiento. Sus cinco primeras obras teatrales están editadas bajo el título Abducciones. Cinco obras, editado en 2018 por La uña Rota.
- Vania x Vania. (2024) Teatro Español.
- Los farsantes. (2022) Centro Dramático Nacional.
- Doña Rosita, anotada. (2019) Teatros del Canal.
- Los maricahis. (2018) Teatros del Canal.
- El tratamiento. (2018) Teatro Pavón Kamikaze.
- Barbados, etcétera. (2017) Teatro Pavón Kamikaze.
- 40 años de paz. (2015) Teatros del Canal.
- La abducción de Luis Guzmán. (2013) Naves del Español. Matadero Madrid.

### Dramaturgia conjunta
- Sueños y visiones de Rodrigo Rato. Junto a Roberto Martín Maiztegui (2019. Teatro Pavón Kamikaze. También titulada como El milagro español. Premio SGAE de Teatro 'Jardiel Poncela' 2017.)
- Muladar. Junto a Daniel Remón. (Premio Lope de Vega 2014.)

## Reconocimientos
Premios Goya
| Año  | Categoría            | Película   | Resultado |
| ---- | -------------------- | ---------- | --------- |
| 2019 | Mejor guion original | Intemperie | Ganador   |

Medallas del Círculo de Escritores Cinematográficos
| Año  | Categoría            | Película   | Resultado |
| ---- | -------------------- | ---------- | --------- |
| 2008 | Mejor guion original | Casual Day | Ganador   |

Otros premios
- Premio al mejor guion en el Festival de Málaga y el premio Julio Alejandro de Guion Íberoamericano.
- Nominación al Premio Goya® como Mejor Corto de Ficción, y ha ganado entre otros el premio al Mejor Cortometraje en tres festivales: Alcine, Medina del Campo y el concurso de cortometrajes Versión Española.
- Premio Nacional de Literatura Dramática 2021.